# La New Gallery
La New Gallery es una galería de arte inaugurada en octubre de 2012 en la calle de Carranza número seis de Madrid. Fue fundada bajo la dirección del arquitecto Juan Valverde y el abogado Ricardo García, ambos coleccionistas de arte y con experiencia en el campo del arte contemporáneo, en el que se centra la galería.

## Exposiciones
Las exposiciones en La New Gallery se componen de obras realizadas tanto por artistas emergentes como creadores consolidados. Entre los artistas que han expuesto sus obras en la galería están: Roberto Coromina, Juan Fernández-Álava, Elena Fernández Prada, Camino Laguillo, Cristina Llanos, Miguel Llonch, Cristina de Middel, Ruth Gómez, Lois Patiño, Jorge Fuembuena, Santiago Ydánez, Simón Arrebola y Santiago Talavera.
Las exposiciones son cortas, de mes a mes y medio, y se centran en la fotografía, dibujo, pintura, instalación y video arte.
En febrero de 2014, coincidiendo con la semana de arte contemporáneo de Madrid,la New Gallery realizó una feria denominada "La New Fair". Fue comisariada por Semíramis González, y se convocaron exclusivamente a artistas españoles o residentes en España, cuyas obras no formasen parte del circuito comercial del arte.
En febrero de 2015, coincidiendo de nuevo con Arco la New Gallery organizó y fue la sede de la segunda edición de La New Fair, una feria sin ánimo de lucro que permite un trato directo entre artistas emergentes y posibles compradores.